# Macrocera annulata
Macrocera annulata är en tvåvingeart som beskrevs av Tonnoir 1927. Macrocera annulata ingår i släktet Macrocera och familjen platthornsmyggor. Inga underarter finns listade i Catalogue of Life.